# Воздушные мешки
Возду́шные мешки́ — воздухоносные полости, присутствующие у ряда живых организмов (у многих наземных позвоночных и в пыльцевых зёрнах некоторых растений).

## Воздушные мешки у животных
У наземных позвоночных воздушные мешки соединены с дыхательными путями, ротовой полостью или пищеводом. Газообмен в них не происходит.
У бесхвостых земноводных это голосовые мешки, у пресмыкающихся — лёгочные.
У ужеобразных змей рода улиткоеды только трахейное лёгкое принимает участие в газообмене, а настоящее лёгкое выполняет функцию воздушного мешка.
У птиц есть целая система воздушных мешков, изменяющих объём при вдохе и выдохе. Она служит для аэрации лёгких, отвода лишнего тепла и, возможно, изменения плотности тела при нырянии. Межключичный мешок участвует в издавании звуков. Шейные мешки у некоторых птиц могут раздуваться (например, у фрегатов — наподобие большого красного пузыря). Выросты воздушных мешков заходят в полости костей (пневматизация скелета). Судя по соответствующим отверстиям на костях, воздушные мешки были и у динозавров, в том числе крупных.
У большинства птиц 9 воздушных мешков, но их количество варьирует от 6 у ткачиковых и 7 у гагар с индейками до как минимум 12 у куликов и аистовых.
Воздушные мешки млекопитающих: гортанные мешки, мешковидные выросты евстахиевых труб, спускающиеся спереди по шее (у непарнокопытных и даманов), отходящие от трахеи мешки самцов полосатого тюленя или отходящие от пищевода мешки самцов моржей.

## Воздушные мешки у растений
Они появляются в пыльцевых зёрнах из-за расхождения слоёв экзины. Встречаются у многих ветроопыляемых растений, в основном хвойных.